# Панченко, Диана Витальевна
Диа́на Вита́льевна Па́нченко (укр. Діана Віталіївна Панченко; род. 21 мая 1988, Николаев, Украинская ССР, СССР) — украинская пророссийская журналистка, пропагандистка, телеведущая, ютубер. Ведущая телеканала NewsOne (2015—2021).

## Биография

### Происхождение и семья
Родилась 21 мая 1988 года в Николаеве. Позднее жила в Павлограде Днепропетровской области. Родители Дианы развелись, когда ей было 11 лет.

### Карьера
В 2010 году окончила Киевский политехнический институт по специальности «Издательское дело и редактирование», а в 2018 году — Киевский национальный университет имени Тараса Шевченко по специальности «право».
В 2010 году непродолжительное время работала корреспондентом в «Газете по-украински». С 2010 по 2015 год — корреспондент и ведущая на ТРК «Киев».
В 2015 году стала ведущей на телеканале NewsOne. Являлась ведущей программ «Большой вечер», «Свои», «Противостояние». Во время блокирования деятельности NewsOne в декабре 2017 года, Панченко от лица телеканала обратилась к президенту Украины Петру Порошенко с требованием защитить свободу слова.
В феврале 2021 года, после введения президентом Украины Владимиром Зеленским санкций против Тараса Козака — владельца NewsOne, ZIK и 112 Украина, приведших к прекращению вещания данных СМИ, Панченко и ряд сотрудников данных телеканалов перешли на телеканал «Первый независимый». По состоянию на 2021 год, Диана Панченко являлась конечным бенефициарным владельцем 99 % доли собственности ООО «Медиахолдинг новости», которое и осуществляет деятельность по организации вещания «Первого независимого».
Являлась ведущей музыкального фестиваля «Славянский базар», который состоялся в июле 2021 года в Витебске. После окончания мероприятия, Панченко была вызвана для дачи пояснений в Национальный совет по вопросам телевидения и радиовещания.
С 27 октября 2021 по 26 февраля 2022 года была ведущей программ «Противостояние» и «Украинский формат» на телеканале «Ukrlive». В первые дни военных действий продолжала эфиры на телеканале Ukrlive.

### Скандалы
За время своей телевизионной карьеры на канале NewsOne была замешана в нескольких скандалах. В июле 2019 года народный депутат первого созыва Валерий Ивасюк заявил в эфире, что телеканал NewsOne продвигает партию «Оппозиционная платформа — За жизнь» и деятельность телеканала направлена на возвращение политиков из этой партии к власти. После этого Диана Панченко приказала режиссёру выключить микрофон депутату, а самого его попросила покинуть студию.
В сентябре 2020 года бывший народный депутат Юрий Бублик заявил в эфире, что Святослав Вакарчук является патриотом своей страны, в отличие от Виктора Медведчука. Когда Панченко с этим не согласилась, депутат заявил, что «её ртом говорит Медведчук», ведущая в ответ заявила: «Уходите, господин Бублик. Вы никому не интересны».
В октябре 2018 года, во время эфира передачи «Большой вечер», писательница Лариса Ницой обратилась к Диане Панченко с просьбой модерировать эфир на украинском языке. Панченко назвала писательницу «фриком» и заявила, что Ницой не может указывать ей, на каком языке говорить, после чего писательница покинула студию.

### После российского нападения на Украину
После начала вторжения России на Украину, Диана Панченко резко осудила российское нападение, сделав ряд патриотических проукраинских постов в социальных сетях, сравнив Путина с Гитлером: «Когда-то дети играли в войнушки между нашими и фашистами. Теперь вместо фашистов — русские. Когда-то синонимом слова „изоляция“ была Северная Корея, а сегодня — Россия. Когда-то олицетворением зла был Гитлер, а теперь — Путин». Также Панченко выразила поддержку ВСУ и назвала российскую пропаганду «тупой и упоротой».
В середине августа 2022 года Диана Панченко приехала на оккупированные территории Украины и удалила проукраинские посты в социальных сетях, заявив, что писала их под угрозой со стороны украинских властей, не предоставив при этом подтверждения. В декабре 2022 года в оккупированных Донецке и Мариуполе сняла фильм «Из Киева на Донбасс», основанный на интервью с местными жителями и пленными украинскими военнослужащими Сергеем Мироненко и Михаилом Швецом (из полка «Азов»).
17 августа 2023 года было опубликовано интервью Дианы Панченко с президентом Беларуси Александром Лукашенко.
В декабре 2023 года опубликовала «расследование», в котором отрицала стремление России в первые дни войны захватить Киев, несмотря на то, что российские войска пытались захватить аэродром в Гостомеле для переброски войск под Киев по воздуху и форсировать реку Ирпень в районе села Мощун.
По данным организации «Репортёры без границ», по состоянию на 2024 год проживает в Дубае.
10 августа 2025 года YouTube-канал Дианы Панченко был заблокирован с формулировкой «за нарушение условий использования YouTube». На момент удаления канал насчитывал 2,1 миллиона подписчиков.

## Награды и оценки деятельности
Лауреат премии «Человек года-2019» в номинации «Журналист года». В 2020 году вошла в рейтинг «Самых влиятельных женщин Украины по версии читателей сайта Фокус» под № 7. В 2021 году была номинирована на Всемирную премию ЮНЕСКО/Гильермо Кано за вклад в дело свободы печати. Журналист издания «Детектор медиа» Ярослав Зубченко назвал Панченко «худшим медийщиком 2020 года».
Диана Панченко – профессиональный пропагандист, манипулирующий журналистскими форматами с целью распространения кремлёвской дезинформации среди русскоязычной, а теперь и англоязычной аудитории. Искажая факты в соответствии с официальной российской версией, она загрязняет информационное пространство темами, связанными с Украиной и другими международным событиями, к которым проявляет интерес Россия...Жанна Кавелье, руководитель отдела Восточной Европы и Центральной Азии, "Репортёры без границ"

## Санкции
15 января 2023 года решением СНБО и президента Украины Владимира Зеленского как «телеведущая, выступающая с антиукраинскими заявлениями на телеканалах, подконтрольных Виктору Медведчуку» была включена в санкционный список Украины за заявления «в полном соответствии с тезисами российской пропаганды и полные антиукраинского содержания». СНБО отмечает, что Панченко «побывала на оккупированной территории Донбасса и сняла пропагандистские кадры из разрушенного Мариуполя и Донецка», также оправдывала нападение России на Украину. Ранее Диана Панченко, как «антиукраинский пропагандист», была включена в базу данных «Миротворца» за «распространении нарративов кремлёвской пропаганды».

## Уголовное преследование
В январе 2023 года СБУ открыла уголовное дело в отношении Дианы Панченко из-за подготовки «пророссийских сюжетов», после обращения депутата от партии «Голос» Ярослава Юрчишина. Сама Панченко заявила, что выехала из Киева в середине августа, а попасть на оккупированные Россией территории ей «помогли друзья». По её словам, она «сейчас находится не на Украине», но бо́льшую часть времени проводит «на Донбассе».
24 января 2023 года Служба безопасности Украины сообщила о подозрении в отношении Панченко по причине изготовления и распространения материалов, содержащих оправдание вооруженной агрессии Российской Федерации против Украины, а также публичную поддержку оккупации города Мариуполя. Началась досудебная проверка по ч.2 ст. 436-2 УК Украины — оправдание вооруженной агрессии России против Украины и героизация её участников с российской стороны.
12 октября 2023 года СБУ сообщила Диане Панченко о подозрении в государственной измене.

## Публикации
- Diana Panchenko. The Inevitable: The Shocking Truth behind the War in Ukraine // Arktos Media Ltd: 2024, 176 pages. ISBN 1-915755-97-2
- Панченко Д. В. Неизбежное. — М.: Вече, 2024.—224 с.: ил. Тираж 5000 экз. ISBN 978-5-4484-4698-6